# Pablo de la Flor
Pablo Alfredo de la Flor Belaúnde (Maynas, Loreto, 1 de enero de 1961) es un empresario peruano.

## Biografía
Hijo de Eduardo de la Flor Cuneo y Estela Belaúnde Pozo.
Estudió Ciencia, Política y Sociología en la Universidad de Indiana Bloomington. Realizó una maestría en Relaciones Internacionales en la Universidad de Yale con especialización en economía, otra maestría en Administración pública en la Escuela de Gobierno John F Kennedy de la Universidad de Harvard y estudios de Doctorado en Ciencia Política en la Universidad de Chicago.

## Trayectoria
De 1990 a 1991 fue director del Área de Economía del Centro Peruano de Estudios Internacionales. En 1994 fue designado Viceministro de Turismo, Integración y Negociaciones Comerciales Internacionales del Ministerio de Industria, Turismo, Integración y Negociaciones Comerciales Internacionales. Como tal, participó en la elaboración del Acuerdo Comercial entre Perú y la República Checa y la negociación para el acuerdo del Área de Libre Comercio de las Américas. Permaneció en el cargo hasta 1996. Entre 1996 y 1997, trabajó en el First Chicago Bank.
Ha sido consultor en proyectos del Ministerio de Trabajo, del Consejo Nacional de Descentralización y del Banco Mundial en el Perú. 
En noviembre de 2003, fue nombrado como Viceministro de Comercio Exterior. Como tal, lideró el equipo negociador del Tratado de Libre Comercio Perú-Estados Unidos. Permaneció en el cargo hasta julio de 2006.
De 2006 a 2012 fue Vicepresidente de Asuntos Corporativos de la Compañía Minera Antamina.
En 2012 asumió como gerente de Asuntos Corporativos del Banco de Crédito del Perú, cargo en el que se mantuvo hasta 2017.
En mayo de 2017 fue designado como Director ejecutivo de la Autoridad para la Reconstrucción con Cambios, cargo con rango ministerial encargado de la supervisión y ejecución de las obras tras los desastres naturales causados por el Niño costero de 2016-2017 en el norte del Perú. Renunció al puesto en octubre de 2017.

### Sociedad Nacional de Minería, Petróleo y Energía
En marzo de 2018 fue asumió como Director ejecutivo de la Sociedad Nacional de Minería, Petróleo y Energía. El 5 de octubre de 2020, ante la exigencia del Organismo de Evaluación y Fiscalización Ambiental (OEFA) a Pluspetrol para cumplir con la remediación de pasivos ambientales generados en el lote 192 previa a sus operaciones, De la Flor mencionó que es importante que se respeten los fallos de un arbitraje internacional ya que si no se hacen se afectaría «la imagen del Perú como un país en el que prevalece el Estado de Derecho y la estabilidad jurídica para las inversiones».  Sobre el acuerdo de Escazú, el empresario que el tratado internacional vulneraría el principio de presunción de inocencia ya que las empresas que sean acusadas de incumplir compromisos estarán obligadas a demostrar su inocencia. De la Flor añadió que se obligaría a las empresas a proporcionar información ambiental corporativa que no estaría destinada a ser pública.

## Publicaciones
- Japón en la Escena Internacional: Sus Relaciones Con América Latina y el Perú (1991)

| Predecesor: Alfredo Ferrero Diez-Canseco | Viceministro de Comercio Exterior noviembre de 2003 - julio de 2006                          | Sucesor: Luis García Muñoz Nájar |
| Predecesor: Juan Gil Ruiz                | Viceministro de Turismo, Integración y Negociaciones Comerciales Internacionales 1994 - 1996 | Sucesor: Diego Calmet Mujica     |